# Bolbaffroides scotti
Bolbaffroides scotti is een keversoort uit de familie cognackevers (Bolboceratidae). De wetenschappelijke naam van de soort werd in 1948 gepubliceerd door Renaud Maurice Adrien Paulian.